# منذ مليار سنة
ب.س (بالإنجليزية: bya) أو (بالإنجليزية: b.y.a) هو اختصار لعبارة «منذ مليار سنة» (بالإنجليزية: billion years ago). يستخدم بشكل شائع كوحدة زمنية للإشارة إلى طول الوقت قبل الحاضر في 10 9 سنوات. غالبًا ما تستخدم علامة الاختصار هذه في علوم الفلك والجيولوجيا وعلم الأحياء القديمة.
«المليار» في بيا هو 10 9 «بليون» من المقياس القصير للولايات المتحدة، وليس النطاق الطويل 10 12 «بليون» لبعض الاستخدامات الأوروبية. يُطلق على المليار وفقًا لهذه الاتفاقية (10 9) غالبًا «ألف مليون» في المملكة المتحدة و«مليار» في بعض البلدان الأخرى. لهذا السبب، هناك احتمال حدوث بعض الالتباس، ويفضل بعض العلماء وحدة Gya ، بينما يفضل البعض الآخر سنة (Giga-annum)، ومع ذلك لا يزال استخدام باي أكثر انتشارًا. في عام 1974، تحولت المملكة المتحدة من المقياس الطويل إلى المقياس القصير.
الوحدات ذات الصلة هي م.س «قبل مليون سنة»، وبير «مليار سنة». وسنة أو GYA